# Мацей Лянцкоронський
Мацей Лянцкоронський (пол. Maciej Lanckoroński; 28 лютого 1723, Ягільниця — 14 серпня 1789, маєток Дембно поблизу Чорштина) — польський шляхтич, граф Священної Римської імперії (з 1783 р.), стольник подільський (1752—1762), каштелян київський (1762—1772), воєвода брацлавський (1772—1789), член Галицького парламенту.

## Життєпис
Син стопницького старости Вавжинця Лянцкоронського (пом. 1751) та Францішки з Тарлів.
Охрещений 28 лютого 1723 року в Ягільниці, виховувався при дворі Станіслава Лещинського в Лотарингії, де 1743 року став капітаном військ французьких. За Борковским, був депутатом Люблінського трибуналу, у 1751—1752 став ротмістром панцерним, подільським стольником. 1754 року з братом Станіславом проводив поділ маєтків батька, 1760 — вуя Тарла. 13 червня 1762 став київським каштеляном. 3 серпня 1762 став кавалером ордену Білого Орла.
Противник кандидатури Станіслава Понятовского. Представляв лінію турецької орієнтації. У 1764 році якийсь час перебував у Молдавії, розраховував на підтримку (збройну інтервенцію) Порти, був поголос, що хотів при допомозі турків стати королем. Після виборів короля і поряд з Адамом Красіньским інформував Порту про починання нового короля. Восени 1765 року повернувся додому, склав присягу (голд) королю. Його маєтки зазанали шкод під час Барської конфедерації. 1785 року кандидував на посаду краківського каштеляна. 29 жовтня 1772 року став брацлавським воєводою. 18 листопада 1783 року цісар Йосиф II надав йому титул графа Священної Римської імперії.
Був власником містечка Жванця (1785 року було збудовано дім кварантановий) та «Жванецького ключа» (входило місто та 12 сіл), Ягільниці, Водзіслава (Wodzisław, 1787 року було відбудовано згорілий костел).
Перша дружина (з 1753 р.) — Аполонія Морштин (померла до 1762 р.), донька віслицького каштеляна Яна Морштина і Розалії Шембек. Діти: Антоній Юзеф (1760—1830), Юстина. Друга дружина (з 1766 р.) — княжна Анна Доброгнєва Яблоновська (1745—1782), донька новогрудського воєводи князя Юзефа Александра Яблоновського та княжни Кароліни Терези Радзивілл, дітей не мали. Його правнук — граф Кароль Антоній Лянцкоронський.